# Edson Guidetti
Edson Guidetti é um músico brasileiro, considerado um dos mais notáveis instrumentistas de estúdio do Brasil.
Também produtor musical, compositor e multi-instrumentista, Edson gravou e tocou com vários artistas da música brasileira, como Zélia Duncan, Gilberto Gil, Cauby Peixoto, Marina Lima, Chitãozinho & Xororó e produtores como Rick Bonadio.

## Discografia
- 1991: Vida, Jesus & Rock'n'Roll - Resgate (produção musical e guitarra)
- 1993: Novos Rumos - Resgate (produção musical e guitarra)
- 2000: Quatro Estações O Show - Sandy e Júnior (guitarra e violão)
- 2001: Adivinha - Os Travessos[6] (guitarra e viola)
- 2002: Ao Vivo no Maracanã / Internacional Extras - Sandy e Júnior (guitarra e violão)
- 2006: Na Estrada - DJ Patife[6] (violão)
- 2010: Ainda não É o Último - Resgate (guitarra em "A Hora do Brasil)
- 2011: Pretérito Imperfeito, mais que Perfeito - Resgate (guitarra)
- 2012: Princípio e Fim - Leonardo Gonçalves[7] (guitarra)
- 2015: ...De Novo - Regina Mota[8] (guitarra, violão e flautas mellotron)